# オード川
オード川（オードがわ、フランス語：Aude、ラテン語：Atax）は、フランス南西部を流れる川で、ナルボンヌ近郊で地中海に流れ込む。オード県は、この川の名に因んでいる。

## 流域の自治体
ピレネー＝オリアンタル県
マトマール（Matemale）、フォルミゲール（Formiguères）
オード県
アザット（Axat）、クイーザ（Couiza）、リムー、カルカソンヌ
エロー県
オロンザック
アリエージュ県
ルズ